# 蔡清
蔡清（1453年—1508年），字介夫，號虛齋，福建泉州晉江（今泉州市鯉城區西街）人，明朝政治人物，成化己卯解元、甲辰進士。官至南京國子監祭酒。

## 生平
成化十三年（1477年）福建己卯乡试第一名舉人（解元）。成化二十年（1484年），登甲辰科進士，任禮部祠祭司主事。王恕看重他的才能，將其调任吏部稽勳司主事。后母丧丁忧归乡，之后復除，任禮部祠祭司員外郎，后改南京文選司郎中，因父喪歸鄉。弘治十八年，擔任江西提學副使，與寧王朱宸濠發生爭議，被誣陷罷免。當時劉瑾知道遭受天下人非議，借用宋朝蔡京召楊時的故事，起用蔡清擔任南京國子監祭酒。然而任命剛抵達時，蔡清已經去世。

## 身后
萬曆年間，追諡文莊，贈禮部右侍郎。

## 成就
蔡清為人謙遜、樂善好施，著作頗豐，其作品《易经蒙引》、《四书蒙引》、《虚斋三书》、《虚斋集》收錄于《四庫全書》。
他的學生陳琛、王宣、易時中、林同、趙逯、蔡烈均有名望。

## 家族
有子蔡存畏、蔡存遠（嘉靖丙戌進士）、蔡存微（嘉靖乙酉舉人、东莞知县）。

## 延伸阅读
[在维基数据编辑]
 《國朝獻徵錄·卷之七十四》，出自焦竑《國朝獻徵錄》
 《明史卷二百八十二》，出自《明史》